# Coral Virgen del Mar de Almería
La Coral Virgen del Mar es una agrupación musical de aficionados fundada en la ciudad de Almería (provincia de Almería, Andalucía, España) en 1960.

## Historia

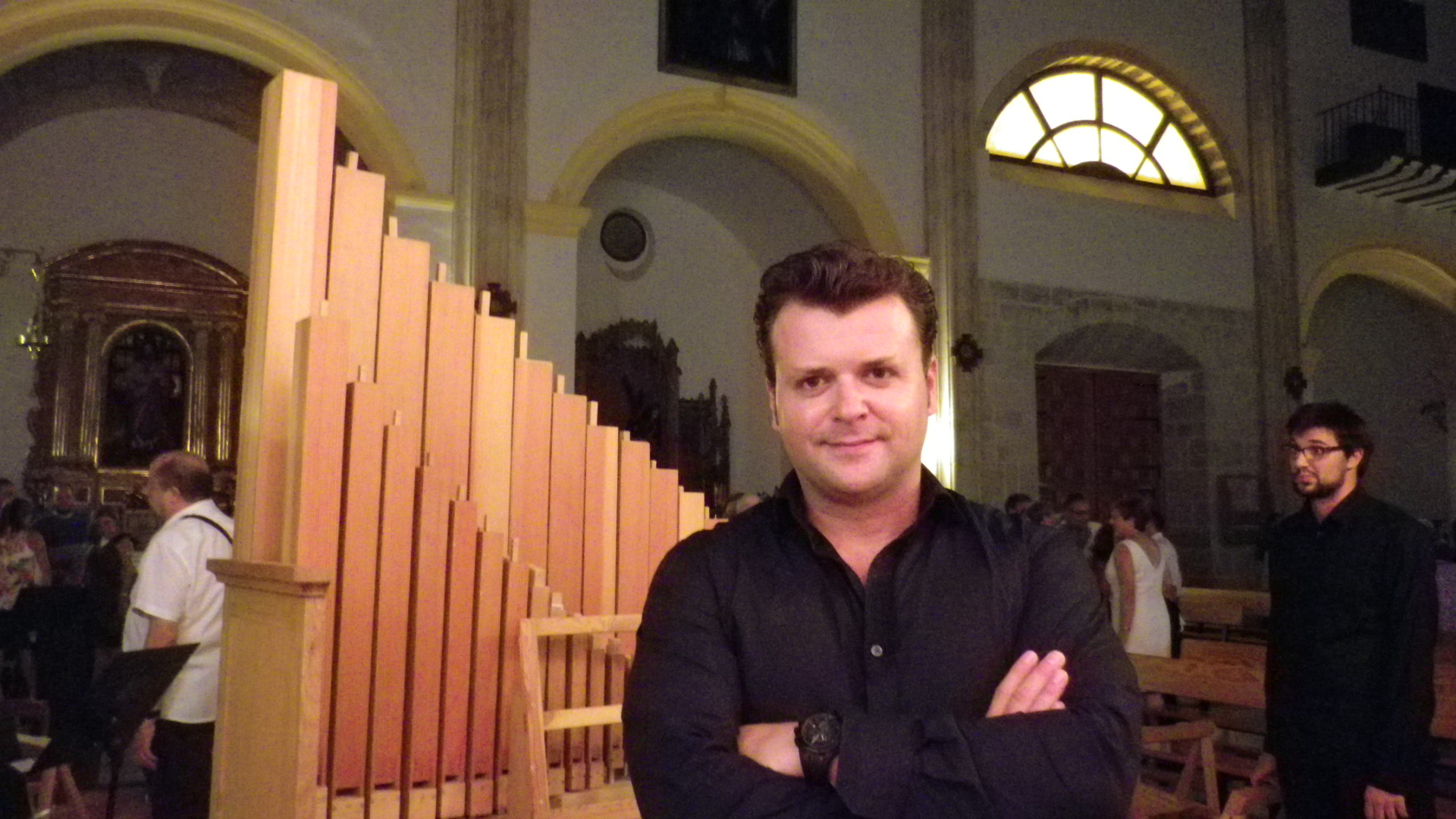
Joaquín Torrecillas Román (2014).

La Coral Virgen del Mar de Almería fue fundada por Emilio Carrión Fos (1921-1981) en 1960, como Agrupación Coral Almeriense, recibiendo su nombre actual en 1974. Tras su fundador han sido directores de la Coral José Luis Martínez, Miguel Caparrós, Juan Mario Moreno Alcaraz, Fernando Lizana Lozano y Joaquín Torrecillas Román.
Entre su repertorio de más de 300 obras pueden citarse el Carmina Burana de Carl Orff, El Mesías de Häendel, la Misa de Coronación o el Réquiem de Mozart, el Gloria de Vivaldi. Ha actuado también junto con la Orquesta del Real Conservatorio Profesional de Música de Almería.
Ha actuado en encuentros de corales en Almería, Granada, Huelva, Málaga, Melilla o Vitoria. Fuera de España ha actuado en Budapest, Colonia, Múnich, Praga, Salzburgo o Viena. Ha tenido destacadas actuaciones en el Auditorio Manuel de Falla y en el Palacio de Carlos V de la Alhambra, en Granada, en Almería durante la primera visita a la ciudad de los Reyes de España, o en Roma ante el Papa, en la Iglesia de Santa María la Mayor. Su historial suma más de 750 actuaciones.
Más recientemente, retoma la colaboración con grupos instrumentales de gran formato, interpretando la Misa Brevis en honor de San Juan de Dios, acompañada por la Joven Orquesta de Almería, en el Santuario de la Virgen del Mar, Patrona de la ciudad; así como algunos números de “El Mesías” de Händel en la Iglesia Parroquial de Fiñana (Provincia de Almería), bajo la batuta del director Michael Thomas.
Posteriormente y siguiendo esta línea, en la población almeriense de Vélez-Blanco, con ocasión de los Cursos de Verano sobre Música Barroca y Renacentista organizados por la Universidad de Almería, en colaboración con el Excmo. Ayuntamiento de dicha localidad, ha interpretado la "Misa Brevis en honor de San Juan de Dios" de J. Haydn, el “Gloria” de Vivaldi y la “Misa de la Coronación” de W.A. Mozart junto a la OCAL, siendo dirigidos en esta ocasión por D. Joaquín Torrecillas Román.
Sus últimos conciertos de gran formato, con motivo de la clausura del Festival de Música Renacentista y Barroca de Vélez-Blanco (2010-2015), se han interpretado en colaboración con la OCAL distintos repertorios: Obras de Händel, incluyendo “ZADOK THE PRIEST” (edición XII); en el Año 2014 en su XIII edición, igualmente junto a la OCAL, el “Réquiem” de Mozart; así como la misa Sub Título de Santa Teresa MH 796 de M. Haydn, en su edición XIV (2015) como clausura de dicho festival.
Cabe mencionar su activa participación en numerosas ediciones de los "Ciclos de Música Sacra" celebrados con motivo de la Semana Santa y organizados por el Excmo. Ayuntamiento de Almería; además de su colaboración, en varias convocatorias (2013, 2014 y 2016), en el concierto participativo de El Mesías de Händel, junto a la OCAL y otras agrupaciones corales.
Entre sus directores, figuran históricamente, el ya mencionado Emilio Carrión, José Luis Martínez, Miguel Caparrós, Juan Mario Moreno Alcaraz, Fernando Lizana Lozano y actualmente, desde el año 2009, Joaquín Torrecillas Román.

## Premios
- Premio Nacional en el Certamen de Coros y Danzas
- Premio en el II Encuentro Internacional de corales en Évora (Portugal)
- Primer Premio Nacional y Placa de Plata en el Certamen Nacional de Educación y Descanso
- Primer Premio modalidad de voces blancas en el Certamen Nacional de Barcelona, 1976
- Premio Bayyana de Almería, 1979
- Premio en el Certamen de la Canción Marinera de San Vicente de la Barquera (Cantabria)[1]

## Discografía
- “Canciones populares de Almería”. Instituto de Estudios Almerienses. RCA, S.A. ECPL-3070, Madrid, 1982. D.L. M-31313/82
- “30 Años de Armonía”.